# 파랑새 가족
파랑새 가족은 KBS 한민족방송에서 방송되는 라디오 프로그램이다.
방송은 매일 밤 1시부터 1시 5분까지 방송된다.
| KBS 한민족방송 |             |               |
| 이전           | 파랑새 가족 | 다음          |
| 통일열차       | 파랑새 가족 | 경제로 통일로 |
|                |             |               |
|                |             |               |